# A fost odată… America
A fost odată... America (în franceză Il était une fois... les Amériques, în engleză Once Upon a Time... The Americas) este un serial de animație educativ creat și regizat de Albert Barillé. Este al patrulea serial al francizei A fost odată.... Serialul prezintă diferite momente ale istoriei continentului american: stabilirea populațiilor autohtone (eschimoși, inca, etc.), descoperirea de către Cristofor Columb și colonizarea ulterioară.
Serialul a fost difuzat în România pe canalul TV Da Vinci Learning.

## Lista episoadelor
- 1. Primii americani
- 2. Vânătorii
- 3. Cuceritorii din Marele Nord
- 4. Țara Făgăduinței
- 5. Constructorii de movile
- 6. Aztecii înaintea cuceririi
- 7. Visul încăpățânat al lui Cristofor Columb
- 8. America !
- 9. Cortes și aztecii
- 10. Trăiască Mexicul !
- 11. Pizarro și Imperiului Inca
- 12. Jacques Cartier
- 13. Epoca conquistadorilor
- 14. Champlain
- 15. Anglia și și cele treisprezece colonii
- 16. Indienii la secolul al XVII-lea
- 17. Indienii la secolul al XVIII-lea
- 18. Finalul visului francez
- 19. Cele 13 colonii și independența lor
- 20. Războiul de independență
- 21. Lemn de abanos (sclavie)
- 22. Pionierii
- 23. Simon Bolivar
- 24. Goana după aur
- 25. Sfârșitul poporului indian
- 26. America... America!

## Participanți
- France Régions
- Canal+
- Radio Televisión Española
- Westdeutscher Rundfunk
- Südwestfunk
- Reteitalia
- Société Radio-Canada
- Société suisse de radiodiffusion et télévision
- Yleisradio
- Vlaamse Radio- en Televisieomroep
- Radio-Télévision belge de la Communauté française

## Vocile franceze
- Roger Carel : Maestro, naratorul
- Olivier Destrez : Pierrot
- Marie-Laure Beneston : Pierrette
- Patrick Préjean : Nabot
- Sady Rebbot :  Gros,  Teigneux

## Vezi și
- Povestea vieții
- Povestea omului